# Daniel da Mota
Daniel da Mota Alves (ur. 11 września 1985 w Ettelbrucku) – luksemburski piłkarz pochodzenia portugalskiego występujący na pozycji napastnika. Zawodnik klubu F91 Dudelange.

## Kariera klubowa
Da Mota seniorską karierę rozpoczynał w 2001 roku w Etzelli Ettelbruck. W 2003 oraz w 2004 roku wystąpił z nią w finale Pucharu Luksemburga, przegranego przez Etzellę. W 2007 roku wywalczył z zespołem wicemistrzostwo Luksemburga.
W 2008 roku da Mota odszedł do F91 Dudelange. Od tego czasu wywalczył z nim 2 mistrzostwa Luksemburga (2009, 2011), wicemistrzostwo Luksemburga (2010) oraz Puchar Luksemburga (2009).

## Kariera reprezentacyjna
W reprezentacji Luksemburga da Mota zadebiutował 2 czerwca 2007 roku w przegranym 0:2 meczu eliminacji Mistrzostw Europy 2008 z Albanią. 9 lutego 2011 roku w wygranym 2:1 towarzyskim spotkaniu ze Słowacją strzelił 2 gole, które były jednocześnie jego pierwszymi w drużynie narodowej.